# Оберемок Олександр Максимович
Олександр Максимович Оберемок (1908, село Попівці, тепер Барського району Вінницької області — ?) — український радянський діяч, голова виконавчого комітету Поповецької сільської ради Копайгородського району Вінницької області. Депутат Верховної Ради УРСР 2-го скликання.

## Життєпис
Народився у бідній селянській родині. У 1930—1937 роках — колгоспник, бригадир, член правління і заступник голови колгоспу села Попівці Копайгородського району Вінницької області.
У 1937—1941 роках — голова виконавчого комітету Поповецької сільської ради Копайгородського району Вінницької області.
Член ВКП(б) з 1939 року.
З 1941 року — у Червоній армії, учасник німецько-радянської війни. З грудня 1941 року служив червоноармійцем-стрільцем, а з вересня 1942 року — зв'язківцем-телефоністом 55-го стрілецького полку 20-ї гвардійської стрілецької дивізії Західного і Центрального фронтів. 12 березня 1943 року в районі міста Балаклії був важко поранений, втратив ліву руку. Після лікування в госпіталі деякий час працював у Пластунівському районному комітеті ВКП(б) Краснодарського краю.
З 1944 року — завідувач філіалу радгоспу «Більшовик» у селі Кошаринці Копайгородського району; голова виконавчого комітету Поповецької сільської ради Копайгородського (потім — Барського) району Вінницької області.
Потім — на пенсії у Барському районі Вінницької області.

## Нагороди
- орден Вітчизняної війни 1-го ст. (6.04.1985)
- орден Вітчизняної війни 2-го ст. (6.11.1945)
- медаль «За перемогу над Німеччиною у Великій Вітчизняній війні 1941—1945 років»
- медаль «За доблесну працю у Великій Вітчизняній війні 1941—1945 років»